# Nobody's Business
Pistes de Unapologetic
Stay (featuring Mikky Ekko)
(9) Love Without Tragedy / Mother Mary
(11)
Nobody's Business est une chanson de l'artiste barbadienne Rihanna issue de son septième album studio Unapologetic (2012). La chanson est en collaboration avec Chris Brown. Il s'agit de la troisième collaboration entre les deux artistes après les remixes des chansons Turn Up the Music et Birthday Cake. 
Nobody's Business contient un sample des paroles de la chanson The Way You Make Me Feel (1987), écrite et interprétée par Michael Jackson, à savoir « Ain't nobody's business ».

## Classements
| Classements (2012)                       | Meilleure position |
| ---------------------------------------- | ------------------ |
| Belgique (Flandre Ultratip 100)          | 19                 |
| Belgique (Flandre Ultratop R&B/Hip-Hop)  | 31                 |
| Belgique (Wallonie Ultratip 50)          | 14                 |
| Belgique (Wallonie Ultratop 50 Dance)    | 22                 |
| Belgique (Wallonie Dance Bubbling Under) | 2                  |
| France (SNEP)                            | 36                 |